# Nero (cognomen)
Nero was het cognomen van de patricische tak van de gens Claudia die voortkwam uit de Sabijnse stad Regilli. Nero zou in het Sabijns sterk of vastberaden (fortis ac strenuus; Suet, Tib. 1.; zie ook Aulus Gellius, Noctes Atticae XIII 22.) betekenen.
Later werd deze naam, bijvoorbeeld voor telgen van het Julisch-Claudische huis zoals Drusus maior, ook gebruikt als praenomen.
Bekende dragers van deze naam waren:
- Appius Claudius Nero
- Gaius Claudius Nero
- Lucius Claudius Nero
- Marcus Claudius Nero
- Tiberius Claudius Nero:
  - Tiberius Claudius Nero, vader van keizer Tiberius
  - Tiberius Claudius Nero, keizer Tiberius. Na adoptie door keizer Augustus in 4 n.Chr. verdween "Nero" uit zijn naam.
- Nero Claudius Drusus of Drusus maior, broer van Keizer Tiberius
- Bij geboorte heette Germanicus Julius Caesar, zoon van Drusus maior, waarschijnlijk Nero Claudius Drusus Germanicus|Nero Claudius Drusus Germanicus
- Tiberius Claudius Drusus Nero Germanicus, de andere zoon van Drusus Maior kreeg als keizer de volledige naam (princeps) gekend onder de naam Tiberius Claudius Nero Caesar Drusus, later vaak in het kort als keizer Claudius aangeduid. In literatuur uit de oudheid wordt deze princeps evenwel ook soms met de unieke naam "Nero" aangeduid (bijvoorbeeld bij Decimus Magnus Ausonius, 4e eeuw). De unieke naam "Nero" voor een keizer werd later evenwel vrijwel uitsluitend voor zijn aangenomen zoon gebruikt:
- Keizer Nero zag zijn naam (oorspronkelijk Lucius Domitius Ahenobarbus) na adoptie door voorgaande, en bestijging van de troon, gewijzigd in Nero Claudius Caesar Augustus Germanicus.